# Tour aux Pfennigs
La Tour aux Pfennigs (allemand : Pfennigturm) était un édifice médiéval de Strasbourg situé à proximité de la Barfüßerplatz, ou place des Cordeliers, désormais place Kléber.

## Histoire

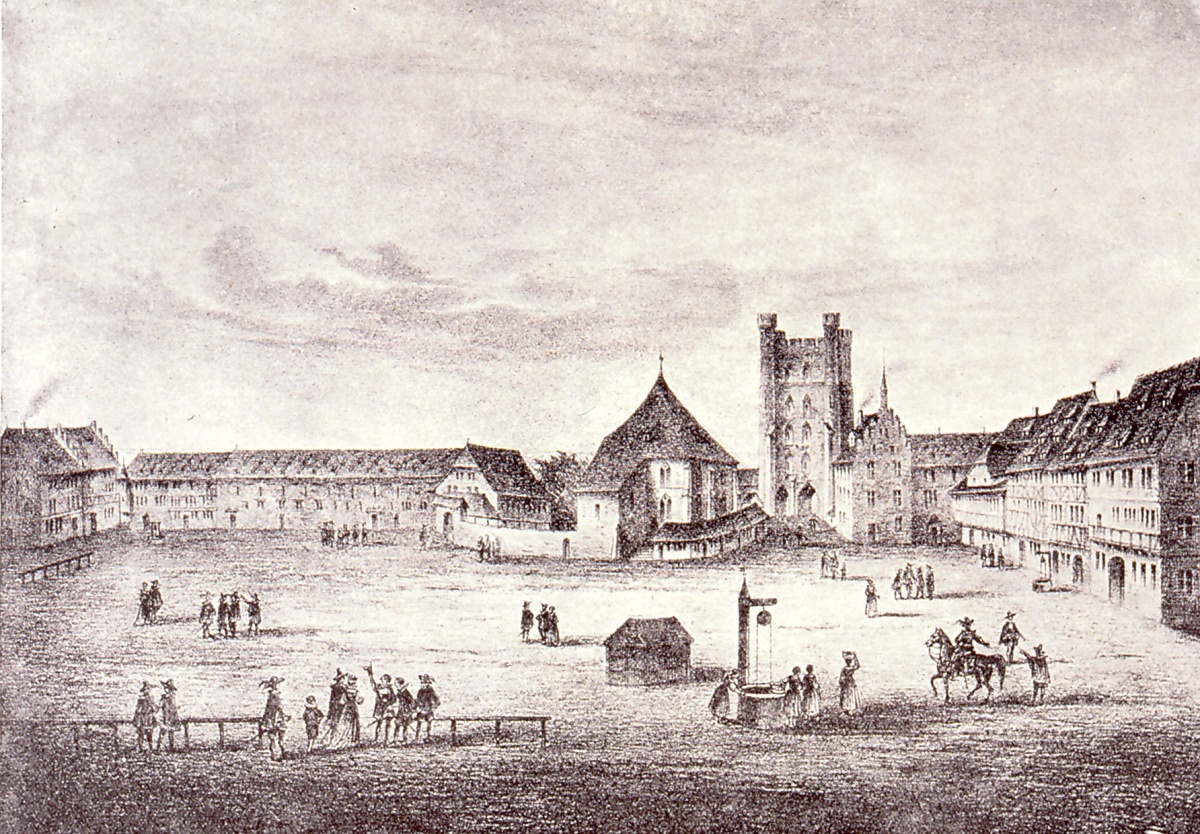
Vue de la place des Cordeliers vers 1640, avec la Tour en arrière plan à droite.

La Tour aurait été construite vers 1321, en même temps que la Pfalz, principal bâtiment politique de la ville. Elle a d'abord pour vocation d'abriter le Trésor de la ville (d'où son nom de Tour aux Pfennigs), ainsi que des archives et la Bannière de la Ville de Strasbourg. Elle aurait également accueilli des fêtes. Son architecture, qui est connue grâce à des représentations picturales, indique une fonction probablement militaire de la tour : quadrangulaire, elle comporte à sa base deux grandes portes permettant le passage sous la tour, surmontées de quatre étages, le sommet est crénelé et elle porte en chacun de ses coins une tourelle
En 1414, le toit de la Tour brûle est n'est pas remplacé. L'édifice est détruit au XVIIIe siècle lors de travaux de réaménagement de l'urbanisme.